# 指甲刀人魔
《指甲刀人魔》，关智耀执导奇幻浪漫爱情喜剧电影，改编自彭浩翔畅销小说集《破事儿》中的同名小说，由彭浩翔担任监制。中国大陆于2017年4月14日上映。

## 剧情概述
男主角SEAN失戀被疑以冲浪闹自杀，然後友人MATT为SEAN开了派对在酒吧遇到女主角EMILY，事后他們開始交往，男主角無意中發現了被EMILY咬過的指甲刀，EMILY便解說她是指甲刀人魔，專吃指甲刀，SEAN信了之後，把爸爸花了多年修好的跑車賣了，筹钱跟EMILY開了一家指甲刀酒吧，因為只有指甲刀所以不需要廚房，當然这就沒人會來，所以最後倒閉，EMILY用低價將酒吧賣了將錢寄到男主角家，說很抱歉並要求分手，男主角之後从友人得知酒吧買主是EMILY的表姊的男朋友，他本在酒吧後方就有一間小房子充當廚房，就這樣男主角被騙了，SEAN回到他与EMILY未完成的涂鸦墙把涂鸦完成，也把一盒指甲刀送给了EMILY.
劇情的最後一幕是EMILY在屋顶啃著指甲刀，SEAN也勇敢向冲浪挑战

## 演员
| 演员   | 角色   | 简介 |
| 周冬雨 | Emily  |      |
| 张孝全 | Sean   |      |
| 林辰唏 | LuLu   |      |
| 谢依霖 | Fion   |      |
| 林郁智 | Matt   |      |
| 蔡洁   | 表姐   |      |
| 盛朗熙 | Daisy  |      |
| 鄭伊健 | 師父   |      |
| 許瑋甯 | Carman |      |

## 制作
2010年原著《指甲刀人魔》改编为微电影，本片同样讨论爱情，以及由此延伸出来的“信任”话题，但与微电影不同，在原有情节基础上进行了全新设定。
本片是彭浩翔、关智耀在《低俗喜剧》、《春娇与志明》之后的第三次合作。与之前不同，这次关智耀作为导演首次执导。
本片于2014年11月至12月在夏威夷拍摄。

## 歌曲
| 曲別       | 歌名           | 演唱者 | 作詞 | 作曲 | 備註 |
| 宣传推广MV | 《伤心太平洋》 | 任賢齊 |      |      |      |

## 花絮
郑伊健表示因为可以来夏威夷拍摄而答应出演。
周冬雨透露因本片爱上冲浪，另表示彭浩翔学了七八节的冲浪课，她学了两节就赶上了。

## 宣传
本片于2016年入围第11届大阪亚洲电影节竞赛单元，并计划于电影节上首映，但2月18日主办方宣布因制片方退出而中止上映。后于3月在香港国际电影节上爆光首支预告片。
2017年2月9日，本片在新浪微博上的官博发布全新的预告片，约31秒。据预告片显示，预计于春季在中国大陆上映，电影出品方也做了更换。
2月15日宣布定档4月14日，并曝光定档预告片与定档海报。2月24日发布一系列“奇幻爱恋风”主题剧照。
3月21日在北京举行发布会，导演关智耀、主演周冬雨、张孝全、谢依霖、林辰唏、纳豆亮相，并曝光新预告片。
本片于2017年3月入围第19届意大利乌甸尼远东电影节竞赛单元。
4月7日曝光终极预告和海报。
4月10日在香港举行首映礼，周冬雨、张孝全、盛朗熙出席。
4月11日在中国传媒大学举行首映礼，导演关智耀，张孝全、纳豆、盛朗熙、宣传推广曲演唱者汪东城出席。